# Zaječí
Zaječí (lebre, em tradução; em alemão Saitz) é uma comuna checa localizada na região de Morávia do Sul, distrito de Břeclav‎.

## Histórico
Fundada e colonizada por alemães no séc. XIII teve sua primeira menção registrada em 1222, numa referência à sua igreja; em 1335 o Marquês Charles lhe concedeu o direito ao livre comércio e de estabelecer um mercado de grãos.
Em 1385 a Casa de Liechtenstein parte da aldeia se juntou a sua propriedade de Lednice; após passar por outras propriedades, em 1848 ocorreu a dissolução da administração privada Zaječí passou a ser um distrito de Hustopeče.
Durante a dominação nazi dos Sudetos a aldeia passou a 8 de outubro de 1938 ao condado de Mikulov até 1945 quando foi liberada daquele domínio pelos soviéticos, ocasião em que foram confiscados 1.186 ha de terras e 268 fazendas dos habitantes alemães, sendo então introduzidos 913 colonos.
No dia 7 de maio de 1996 a comuna recebeu, em cerimônia na Câmara dos Deputados em Praga, sua bandeira e escudo, representando um gramado verde com uma lebre marrom a correr.